# 刘朝霞
刘朝霞（1959年12月—），女，汉族，籍貫台湾新北淡水，中华人民共和国教师、政治人物，现任台湾民主自治同盟中央委员会常务委员、天津市委员会主任委员，天津市台湾同胞联谊会会长，天津市和平区政协副主席。